# Die Siedler Online
Die Siedler Online (DSO) ist ein kostenloses Browserspiel aus der Die-Siedler-Reihe.

## Spielprinzip
Ziel des Spiels ist es, Erfahrungspunkte zu sammeln, was durch das Erfüllen von Quests und das Bestehen von Abenteuern unterschiedlicher Schwierigkeitsstufen erfolgt. Abenteuer können je nach Art allein oder mit ein bis drei Mitspielern bestritten werden. Mit jedem Level lassen sich neue Bauwerke oder Truppentypen freischalten. Logistik und Straßenbau spielt serienuntypisch keine Rolle. Die Produktion kann durch Aufwertungen (Buffs) angekurbelt werden. Das Gebiet wird erweitert, indem Entdecker losgeschickt und Räuberlager bekämpft werden.
Zur Abwechslung im Spielverlauf finden regelmäßig im Verlauf eines Jahres verschiedene Events statt (Valentins-, Oster-, Sommer-, Jubiläums-, Halloween- sowie Weihnachts-Event.) Während der Events gilt es verschiedene Aufgaben zu erfüllen, um besondere Belohnungen zu ergattern. Zum Teil werden neue Gebäude entwickelt, wie zum Beispiel im Sommer-Event 2022 erstmalig ein „Großes Feldlazarett“.
Um einen schnelleren Spielerfolg zu haben, kann man einer Gilde beitreten. Für gemeinsam erledigte Quests erhält man Gildemünzen, die auf einem Gildemarktplatz eingetauscht werden können. Handeln mit einzelnen Mitspielern oder auf einem öffentlichen Marktplatz ist möglich.
Gegen Echtgeld kann die Wartezeit auf den Spielfortschritt verkürzt werden oder Zierelemente erworben werden.

## Entwicklung
Das zunächst auf Adobe Flash basierende Browserspiel begann am 27. Juli in einem geschlossenen Betatest. Am 22. Oktober 2010 startete eine offene Beta und ab 3. August 2011 galt das Spiel als offiziell veröffentlicht.
Zum Auslaufen der Flash-Unterstützung in allen gängigen Webbrowsern kündigte der Hersteller die Portierung des Browserspiels auf die Unity-Engine an. Bei Produkteinstellung von Adobe Flash im Dezember 2020 waren die Arbeiten an der Portierung aber noch nicht abgeschlossen. Für Windows-Nutzer bot Ubisoft ab Mitte Dezember daher einen weiterhin Flash-basierten 64-bit-Übergangsclient zum Download an. Ein Windows-32-bit-Client folgte zum 1. Februar 2021. Nutzer anderer Plattformen mussten bis zur Veröffentlichung der neuen Version mit Unity-Engine am 20. Juli 2021 warten.

## Rezeption
Computer Bild lobte die geringen Einstiegshürden, die einfache Bedienung und ein entspanntes Spielen. Demgegenüber stehe jedoch ein zäher Spielfluss mit wenig Abwechslung.

### Auszeichnungen
- 2011: Deutscher Computerspielpreis[7]
- 2011: Computec BÄM Award[8]
- 2012: Best Strategy Browser MMO & Best Community Relations[9]